# Cikloalkeni
Cikloalken ili cikloolefin je tip alkenskog ugljikovodika koji sadrži zatvoreni prsten od ugljikovih atoma, ali nema aromatski karakter. Neki cikloalkeni, kao što su ciklobuten i ciklopenten, mogu se koristiti kao monomeri za proizvodnju polimernih lanaca. Zbog geometrijskih razloga, manji cikloalkeni gotovo uvijek su cis - izomeri, pa se pojam cis ne navodi u njihovom nazivu. U velikih prstenova (od oko osam i više atoma), cis-trans izomerija dvostruke veze može se dogoditi.

## Primjeri
- Ciklopropen
- Ciklobuten
- Ciklopenten
- Cikloheksen
- Ciklohepten
- 1,3-cikloheksadien
- 1,4-cikloheksadien
- 1,5-ciklooktadien